# Hwanghae du Nord
Le Hwanghae du Nord (/hwaŋ.ɦɛ.buk̚/) est une province de la Corée du Nord, située au centre-sud du pays. 

## Histoire

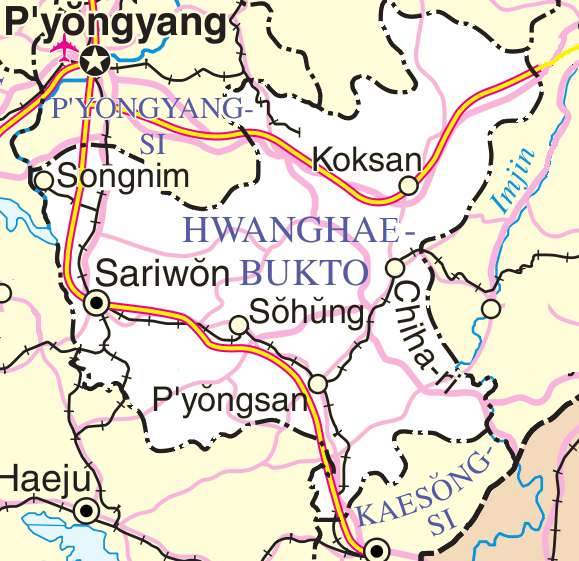
Carte détaillé de la province du Hwanghae du Nord (Corée du Nord)

Cette province fut créée en 1954 lors de la partition de la région de Hwanghae en une partie nord et en une partie sud.

## Administration
Sa capitale de province est la ville de Sariwŏn. Il s'agit de l'une des principales villes de cette province, avec Kaesŏng et Songrim.

### Villes
- Sariwŏn (chef-lieu)
- Kaesŏng
  - Zone industrielle de Kaesŏng
- Songrim

### Arrondissements
| - Changpung 장풍군/長\|豊\|郡 - Chunghwa 중화군/中\|和\|郡 - Hwangju 황주군/黃\|州\|郡 - Kaepung 개풍군/開\|豊\|郡 - Kangnam 강남군/江\|南\|郡 | - Koksan 곡산군/谷\|山\|郡 - Kumchon 금천군/金\|川\|郡 - Pongsan 봉산군/鳳\|山\|郡 - Pyongsan 평산군/平\|山\|郡 - Rinsan 린산군/麟\|山\|郡 | - Sangwon 상원군/祥\|原\|郡 - Singye 신계군/新\|溪\|郡 - Sinpyong 신평군/新\|坪\|郡 - Sohung 서흥군/瑞\|興\|郡 - Suan 수안군/遂\|安\|郡 | - Tosan 토산군/兎\|山\|郡 - Unpa 은파군/銀\|波\|郡 - Yonsan 연산군/延\|山\|郡 - Yontan 연탄군/燕\|灘\|郡 |

## Personnages célèbres
- Kim Jeong-ho (1804-1861), cartographe.